# لاتشين
لاتشين (بالأذربيجانية:Laçın) وتعني حرفيا «الصقر» هي مدينة معترف بها دوليا بحكم القانون كجزء من أذربيجان، ولكنها حاليا تحت حكم الواقع تعتبر مدينة في جمهورية مرتفعات قرة باغ المنفصلة منذ عام 1992، حيث تم تغيير مسمى المدينة إلى بردزور لتصبح بمثابة عاصمة لمقاطعة كاشاتاغ. بينما تعتبر الحكومة أذربيجان هذه المدينة هي المركز الإداري لمقاطعة لاتشين. وتعتبر المدينة والمنطقة المحيطة مثابة ممر استراتيجي «ممر لاتشين» يربط جمهورية مرتفعات قرة باغ بجمهورية أرمينيا.

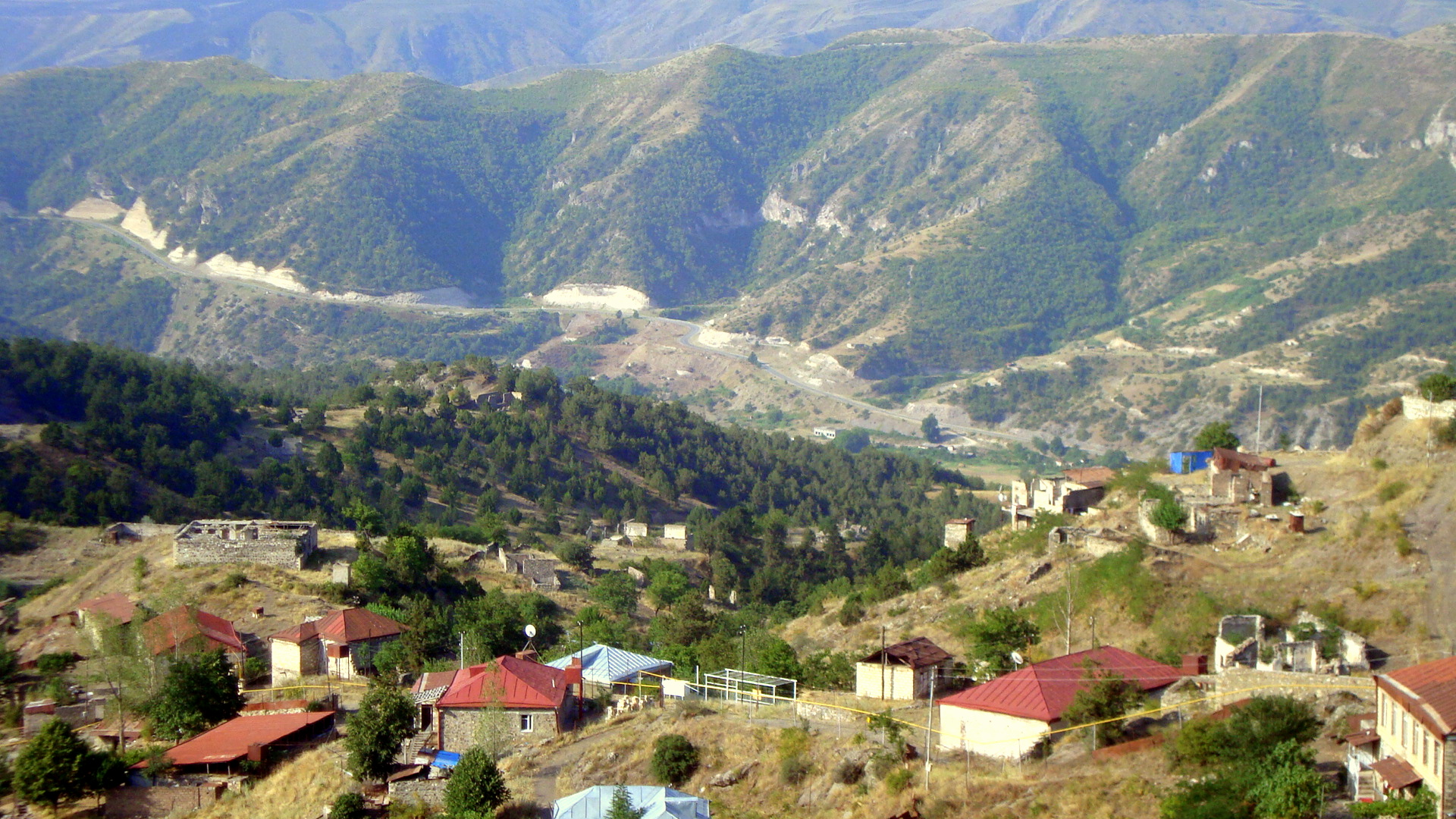
لاتشين/بردزور

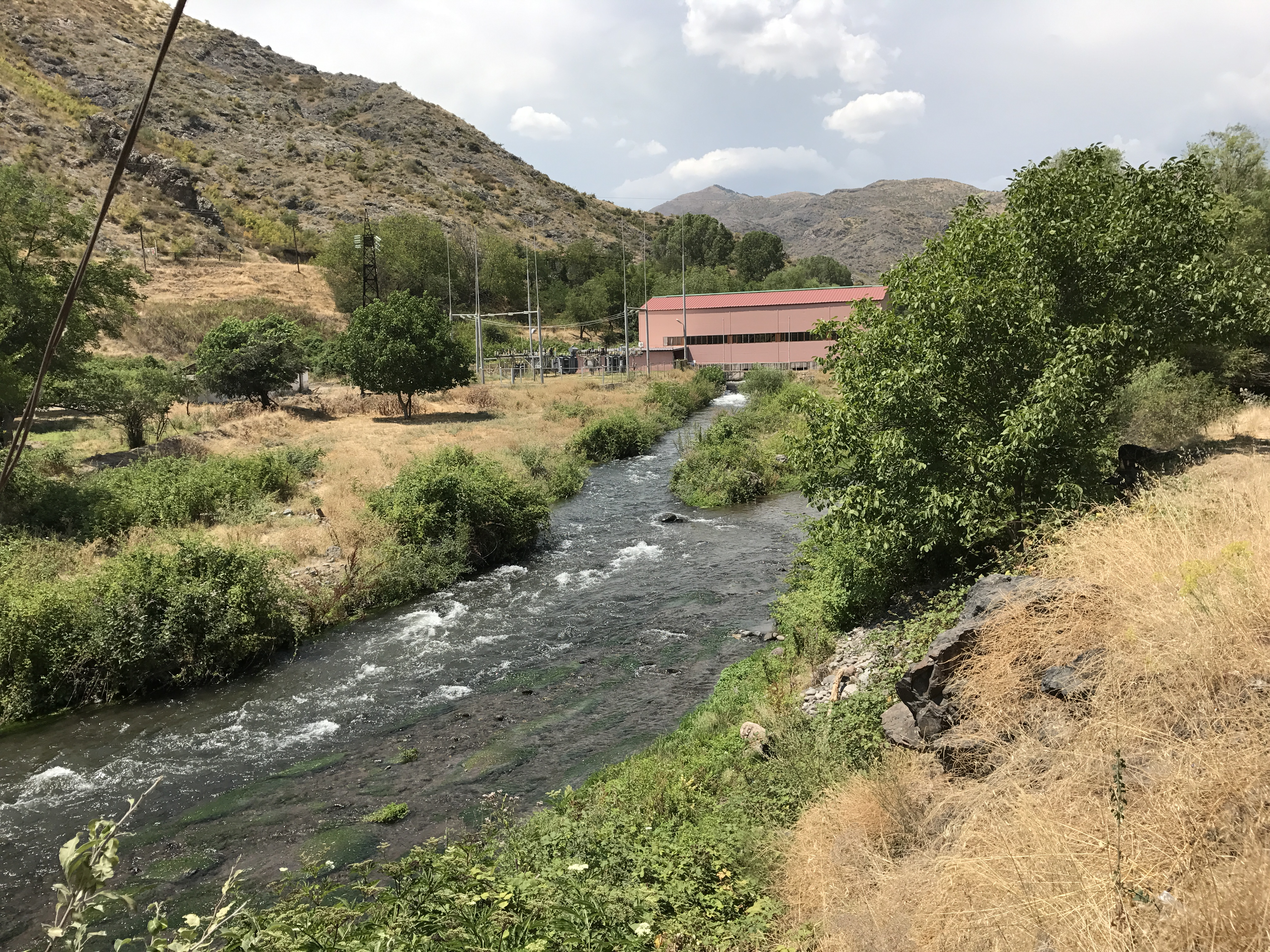
نقطة تفتيش في ممر لاتشين على نهرأغافنو